# Чайніз-Кемп (Каліфорнія)
Чайніз-Кемп (англ. Chinese Camp) — переписна місцевість (CDP) в США, в окрузі Туолемі штату Каліфорнія. Населення — 90 осіб (2020).

## Географія
Чайніз-Кемп розташований за координатами 37°52′13″ пн. ш. 120°26′39″ зх. д. / 37.87028° пн. ш. 120.44417° зх. д. (37.870215, -120.444225).  За даними Бюро перепису населення США в 2010 році переписна місцевість мала площу 2,33 км², з яких 2,33 км² — суходіл та 0,01 км² — водойми.

## Демографія
Згідно з переписом 2010 року, у переписній місцевості мешкало 126 осіб у 50 домогосподарствах у складі 31 родини. Густота населення становила 54 особи/км².  Було 60 помешкань (26/км²).
Расовий склад населення:
| - 73,0 % — білих - 5,6 % — корінних американців - 12,7 % — осіб інших рас |

До двох чи більше рас належало 8,7 %. Частка іспаномовних становила 19,8 % від усіх жителів.
За віковим діапазоном населення розподілялося таким чином: 23,8 % — особи молодші 18 років, 64,3 % — особи у віці 18—64 років, 11,9 % — особи у віці 65 років та старші. Медіана віку мешканця становила 43,5 року. На 100 осіб жіночої статі у переписній місцевості припадало 106,6 чоловіків;  на 100 жінок у віці від 18 років та старших — 108,7 чоловіків також старших 18 років.
Цивільне працевлаштоване населення становило 30 осіб. Основні галузі зайнятості: публічна адміністрація — 50,0 %, будівництво — 50,0 %.